# Хабаров Леонід Васильович
Леонід Васильович Хабаров (нар. 8 травня 1947, Шадринськ) — радянський вояк, учасник Війни в Афганістані, командував батальйоном у 56-й ДШБ, полковник у відставці, один з основних критиків колишнього міністра оборони РФ Анатолія Сердюкова.

Саме десантно-штурмовий батальйон на чолі з Хабаровим першим зі складу 40-ї армії перетнув кордон з Демократичною республікою Афганістан 25 грудня 1979 року, й після 450-кілометрового маршу, не втративши жодного бійця, зайняв стратегічно важливий гірський перевал Саланг. Хабаров став його першим радянським комендантом. За мужність та відвагу, проявлені ним на війні в Афганістані, Леонід Хабаров був нагороджений орденом Червоного Прапора та орденом «За військові заслуги», а також медалями.

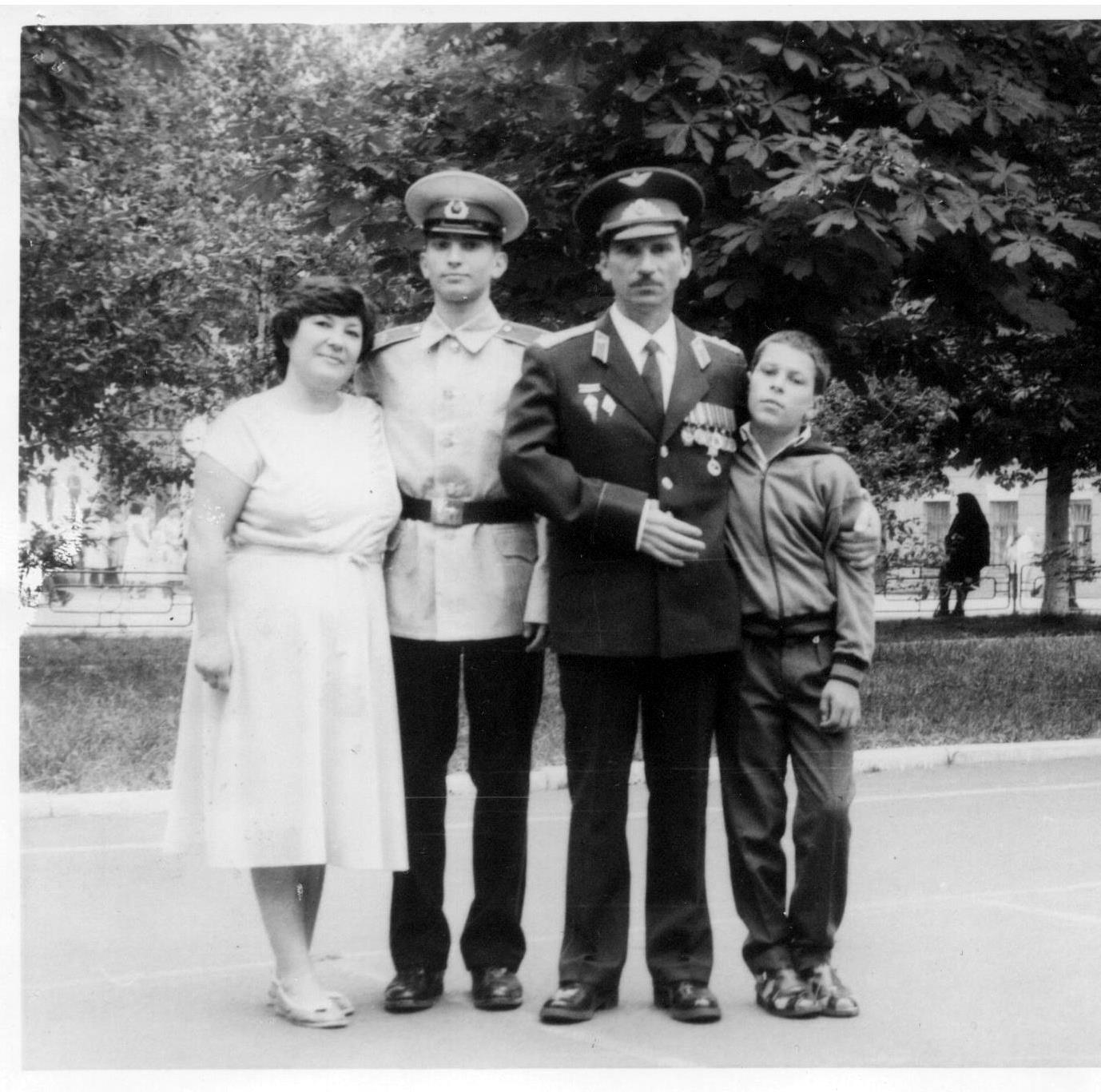
Вісімдесяті. Полковник Хабаров разом із дружиною та двома синами, Дмитром та Віталієм, Львів.

Кілька років наприкінці вісімдесятих та початку дев'яностих, полковник Хабаров служив у Прикарпатському військовому окрузі, в тому числі і на посаді начальника військової кафедри Львівського Сільськогосподарського Інституту в м. Дубляни та мешкав у Львові, на вулиці Пушкаря (її нині перейменовано на вул. Сорочинську), поблизу стадіону СКА. Своє життя у місті Лева полковник описував у листах друзям не інакше як «ідилічне».
Після звільнення з лав Збройних сил керував Інститутом військово-технічної освіти УДТУ та був обраний заступником голови Свердловської обласної організації Російської спілки ветеранів Афаганістану (РСВА).
19 липня 2011 полковника було заарештовано за підозрою в організації «збройного заколоту й залученні інших осіб до терористичної діяльності». В даний час полковник Л. Хабаров перебуває під слідством й утримується у слідчому ізоляторі Єкатеринбурга. У різних містах Російської Федерації, а також біля російських дипломатичних представництв та консульських установ в країнах СНД, проводяться мітинги на підтримку полковника Хабарова й протести проти утримання його під вартою.